# Diecéze châlonská
Diecéze châlonská (lat. Dioecesis Catalaunensis, franc. Diocèse de Châlons-en-Champagne) je francouzská římskokatolická diecéze, založená ve 4. století. Leží na území departementu Marne, jehož hranice přesně kopíruje (vyjma území arrondissementu Reims). Sídlo biskupství a katedrála Saint-Étienne de Châlons se nachází ve městě Châlons-en-Champagne. Diecéze je součástí remešská církevní provincie.
Od 1. března 1999 je diecézním biskupem Mons. Gilbert Louis.

## Historie
Biskupství bylo v Châlons-en-Champagne zřízeno v průběhu 4. století.
V důsledku konkordátu z roku 1801 bylo 29. listopadu 1801 bulou papeže Pia VII. Qui Christi Domini zrušeno velké množství francouzských diecézí, mezi nimi také diecéze Châlons; její území bylo zčásti včleněno do diecéze Meaux. K obnovení diecéze došlo 6. října 1822 bulou Paternae charitatis. Biskup châlonský byl pairem.

Diecéze je sufragánem remešské arcidiecéze.